# 16525 Shumarinaiko
16525 Shumarinaiko este un asteroid din centura principală de asteroizi.

## Descriere
16525 Shumarinaiko este un asteroid din centura principală de asteroizi. A fost descoperit pe 14 februarie 1991 la Kitami de Kin Endate și Kazuro Watanabe. Asteroidul prezintă o orbită caracterizată de o semiaxă mare de 2,40 ua, o excentricitate de 0,14 și o înclinație de 2,4° în raport cu ecliptica.